# Alan Kingsbery
Alan Kingsbery Scott (* 23. Juli 1954 in Lima (Ohio)) ist ein ehemaliger US-amerikanischer Radrennfahrer.

## Sportliche Laufbahn
Kingsbery war Straßenradsportler und im Bahnradsport aktiv. Er war Teilnehmer der Olympischen Sommerspiele 1976 in Montreal. Im Mannschaftszeitfahren wurde der Vierer aus den USA mit John Howard, Wayne Stetina, Marc Thompson und Alan Kingsbery 19. des Rennens.
Kingsbery nahm am Straßenrennen der Panamerikanischen Spiele 1975 teil. 1977 gewann er eine Etappe im Coors Classic und wurde Vize-Meister im Einzelzeitfahren hinter Paul Deem. Auf der Bahn wurde er Dritter der nationalen Meisterschaft in der Einerverfolgung. 
Bei der nationalen Meisterschaft im Einzelzeitfahren 1978 wurde Kingsbery von einem Auto angefahren und erlitt schwere lebensgefährliche Verletzungen und bleibende Schäden an seinem rechten Bein. Ende der 1980er Jahre kehrte er zum Radsport zurück und nahm an Radsportveranstaltungen im Parasport teil.